# ドラゴンストーン (ゲーム・オブ・スローンズ)
『ドラゴンストーン』は、HBOで放送されたファンタジー・ドラマ・シリーズである『ゲーム・オブ・スローンズ』のシーズン7(第7章、副題『氷と炎の歌』)の第1話である。デイヴィッド・ベニオフとD・B・ワイスによって脚本が書かれ、ジェレミー・ポデスワが監督した。
デナーリスはドラゴンストーン島に上陸し、無人の城に入る。〈双子城〉では、アリアがウォルダー・フレイの顔をまとってフレイ家の残りを毒殺する。キングズランディングでは、サーセイとジェイミーが、同盟を求めて来たユーロン・グレイジョイと面会する。ウィンターフェルでは、ジョンがホワイト・ウォーカーへの備えを諸侯に呼びかけ、サンサはサーセイの脅威を警告する。トアマンドは野人を連れて〈壁〉の〈東の物見城〉を守るよう命じられる。オールドタウンの〈知識の城〉では、サムがメイスターの徒弟としての訓練を始め、ドラゴンストーンの地下にドラゴングラスが埋蔵されていることを知る。ブランとミーラが〈壁〉に入る。〈旗印のない兄弟団〉とハウンドは〈壁〉に向かう。

## あらすじ

### 双子城にて
ウォルダー・フレイがフレイ家の全員を集めてワインをふるまう。ワインの毒で男たちは死に、アリア(メイジー・ウィリアムズ)がウォルダーの顔の皮を取り去って正体を現す。アリアは南に旅し、北へ向かうラニスター家の兵士たちと会う。

### 壁の北にて
ブラン(アイザック・ヘンプステッド＝ライト)は、ホワイト・ウォーカーが巨人を含む亡者たちを連れて進軍する幻視を見る。ブランはミーラ・リード(エリー・ケンドリック)に運ばれて〈壁〉に着き、総帥エディソン・トレットに迎えられる。ブランは幻視で見たエッドの姿を語り、疑いを解いて〈壁〉に入る。

### ウィンターフェルにて
ジョン・スノウ(キット・ハリントン)は諸侯の前で、サンサ (ソフィー・ターナー)の反対を押し切ってカースターク家とアンバー家を許し、それぞれ世継ぎのアリスとネッドに継がせる。ジョンはトアマンドに〈壁〉の〈東の物見城〉を野人と共に守ることを命じ、諸侯にはホワイト・ウォーカーと戦う準備をするよう呼び掛ける。後にジョンはサンサに、公の場で自分に反対しないよう頼む。サンサは父エダードや兄ロブの過ちを繰り返してほしくないだけだと答える。サーセイ女王から臣従を命じる手紙が届き、サンサはサーセイの脅威をジョンに警告する。
リヴァーランドから戻ったブライエニー(グェンドリン・クリスティー)は、サンサがまだピーター・ベイリッシュ(エイダン・ギレン)を谷間に帰さないことを訝る。サンサはベイリッシュの軍が必要だと答える。

### キングズランディングにて
フレイ家全滅の報を聞いたサーセイ (レナ・ヘディ)とジェイミー(ニコライ・コスター＝ワルドー)は四方を敵に囲まれ同盟相手がいないことを語り合う。ユーロン・グレイジョイ(ピルウ・アスベック)が艦隊を率いて来航して、同盟とサーセイとの結婚を申し出るが、サーセイは信頼できないと拒絶する。ユーロンは、信頼を得るために贈り物を持ち帰ると言って立ち去る。

### オールドタウンにて
〈知識の城〉で、サム(ジョン・ブラッドリー)は徒弟となり雑用をこなす。サムはアーチメイスター・エブローズ(ジム・ブロードベント)に、図書館の禁止区域の書物を読ませてくれと頼む。エブローズはサムのホワイト・ウォーカーの話は信じながらも却下する。サムは鍵を盗んで書物を盗み出し、ジリ(ハンナ・マリー)と子供と共に暮らす部屋で読む。サムはドラゴンストーンの地下に大量のドラゴングラスが埋蔵されていることを知り、ジョンに知らせる。病室から食器を回収するサムは、〈灰鱗病〉に冒されたジョラー・モーモント(イアン・グレン)に会う。

### リヴァーランドにて
〈旗印のない兄弟団〉とハウンドは、かつてハウンドが銀貨を盗んだ農夫の家(『奴隷解放者』)に泊まる。農夫と娘の遺体を見つけたベリック・ドンダリオン(リチャード・ドーマー)は、飢えに直面した父親が娘と無理心中したのだろうと推測する。ソロス(ポール・ケイ)はハウンドに炎の中でホワイト・ウォーカーの幻視を見せる。夜、ソロスはハウンドが親子を埋葬しているのを見て手伝う。

### ドラゴンストーンにて
デナーリス(エミリア・クラーク)は ティリオン(ピーター・ディンクレイジ)、 グレイ・ワーム(ジェイコブ・アンダーソン)、ミッサンデイ(ナタリー・エマニュエル)、ヴァリス(コンリース・ヒル)、ドラゴンらとドラゴンストーン島に着き、かつてスタニスが所有していたが今は無人となった城に入る。

## 製作

### 脚本
原作者との話し合いにより、未刊の原作に基づいて脚本が書かれた。脚本はショーランナーのベニオフとワイスによって書かれた。

### キャスティング
ミュージシャンのエド・シーランがラニスター家の兵士としてカメオ出演している。また、本エピソードからはアーチメイスター・エブローズ役としてジム・ブロードベントが参加している。

## 評判

### 視聴者数
本エピソードは初回放送で1011万人に視聴され、シリーズ史上最高の視聴者数となった。また、同日の録画視聴とストリーミング視聴を加えれば合計で1610万人に視聴された。

### 受賞
第70回プライムタイム・エミー賞クリエイティブアーツ部門において、プロダクション・デザイン賞を受賞した。

## 参照
1. ↑  Porter, Rick (2017年7月17日). “Sunday cable ratings: ‘Game of Thrones’ scores series-best audience with Season 7 premiere”. TV by the Numbers. 2017年7月18日閲覧。
2. ↑  Hibberd, James (2017年7月17日). “Game of Thrones premiere ratings smash HBO records”. Entertainment Weekly. 2017年7月18日閲覧。